# Liste von Hochwasserereignissen an der Ahr
Die Liste von Hochwasserereignissen an der Ahr und ihrer Nebenbäche basiert auf Aufzeichnungen, die bis in das 14. Jahrhundert zurückreichen.

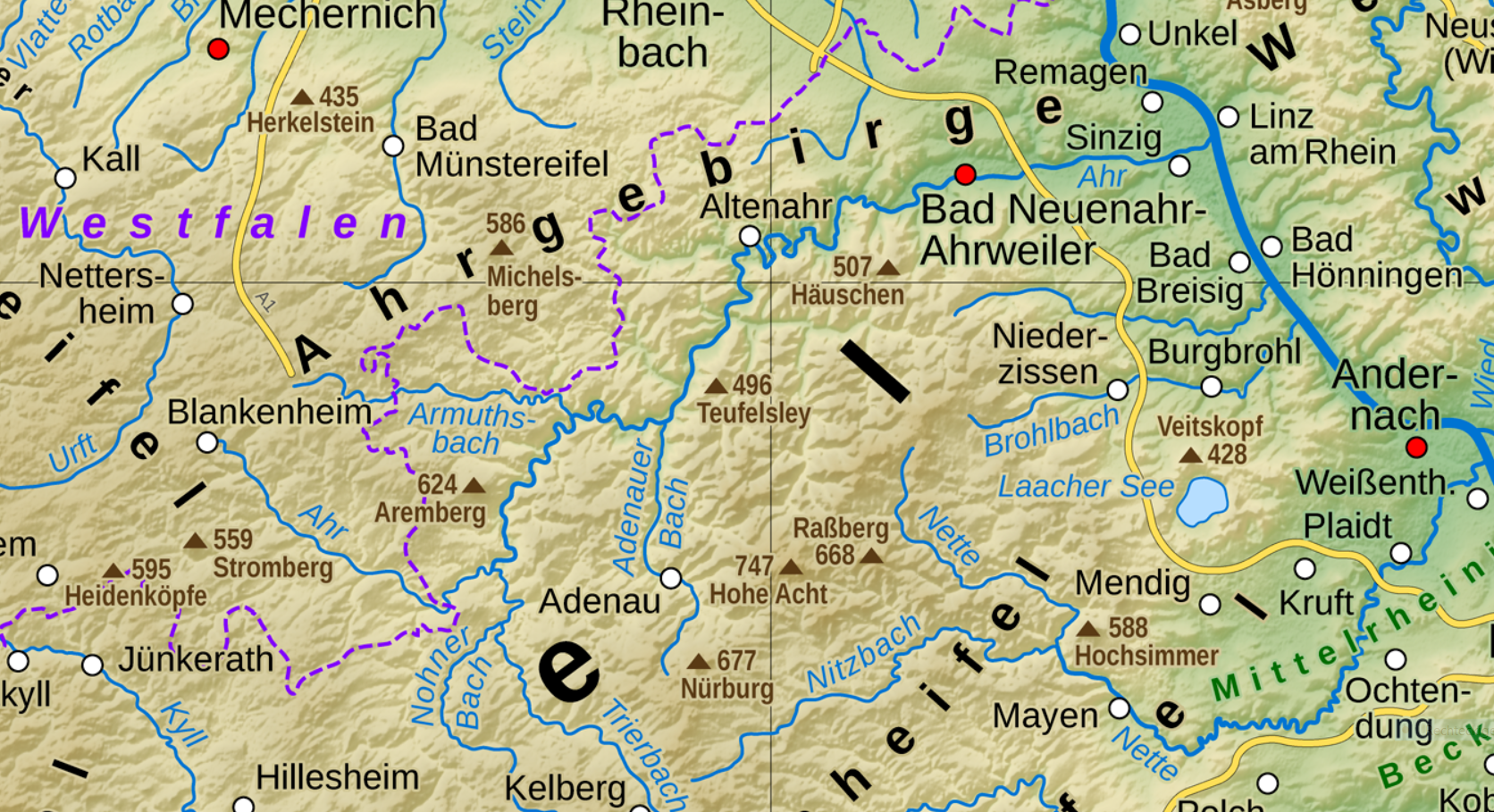
Verlauf der Ahr

Die Ahr entspringt in Blankenheim im Kreis Euskirchen, durchfließt das Ahrtal und mündet nach 85,1 km auf der Gemarkung der Stadt Sinzig im Landkreis Ahrweiler von Westen in den Rhein. Der Höhenunterschied von der Quelle (474 m ü. NHN) und der Mündung (53 m ü. NHN) beträgt 421 m, entsprechend einem Sohlgefälle von 4,9 ‰.
In einer umfassenden Zusammenstellung der Hochwasserereignisse an der Ahr von Karl August Seel traten von 64 erfassten Hochwässern 31 in einem Sommerhalbjahr (Mai bis Oktober) und 33 in einem Winterhalbjahr (November bis April) auf. Von 9 Hochwässern mit besonders hohen Pegelständen sind 5 Sommerhochwässer (1601, 1804, 1818, 1848, 1910) und 4 Winterhochwässer (1687, 1739, 1795, 1880). Die folgenschwersten Hochwässer sind aufgrund der überlieferten Schäden die von 1601, 1804 und 1910, allesamt durch Gewitter ausgelöste Sommerhochwässer. Das folgenschwerste aktuelle Hochwasser von 2021 war ebenfalls ein Sommerhochwasser, ausgelöst durch Dauerregen und Gewitter. Ursache war das aufgrund einer Trogwetterlage relativ ortsfeste Tiefdruckgebiet Bernd über Mitteleuropa.
Das Charakteristikum der sommerlichen Hochwässer der Ahr ist der schnelle Pegelanstieg verbunden mit großer Strömungsgeschwindigkeit (aufgrund des großen Höhenunterschiedes zwischen Quelle und der Mündung) und ein schneller Rückgang. Winterhochwässer dagegen schwellen langsam an, haben zumeist eine Vorphase mit hohem Wasserstand und eine längere Dauer, um allmählich wieder auf mittleren Wasserstand zu fallen.

## Liste
| Datum                        | Ort(e)                                                                  | Ereignis |
| ---------------------------- | ----------------------------------------------------------------------- | --- |
| 16. Aug. 1348                | Bachem                                                                  | Ein Kaufvertrag über Wiesenland enthält Sicherungsklausel gegen Landverlust durch Flussbettverlagerung infolge des Ahrhochwassers. |
| 27. Okt. 1410                | Wadenheim                                                               | Landübertragung als Pfand wegen erlittenen Schadens durch Hochwasser. |
| 1410                         | Green                                                                   | Die Greener Mühle wurde durch Hochwasser weggerissen. |
| 1488                         | Ahrweiler                                                               | Die wilde Ahr hat die Brücke zerbrochen (Ratsprotokoll). |
| 1547                         | Hemmessen                                                               | Durch Hochwasser wird die Mühle zu Hemmessen beschädigt. |
| 8. Nov. 1582                 | Hemmessen                                                               | Mühle in Hemmessen durch Hochwasser beschädigt. |
| Mai 1590                     | Hemmessen                                                               | Durch Unwetter mit Platzregen schwoll die Ahr stark an, der Mühlenteich der Landmühle wurden schwer beschädigt. |
| 1590                         | Green                                                                   | Die Greener Mühle wurde durch Hochwasser zerstört. |
| 1598                         | Unteres Ahrtal                                                          | Die Wiesen werden durch die Ahr mit Hochwasserschlamm überzogen. |
| 6. Juli 1598                 | Ahrtal                                                                  | Hochwasser nach Gewitter (Rhein-Zeitung 12. Juli 1959). |
| 30. Mai 1601                 | Antweiler                                                               | Ein Ungewitter mit Regen und Hagel führt zu unvorstellbaren Wassermassen, die 16 Gebäude, Häuser, Scheunen und Ställe zerstören, 9 Personen ertranken. |
| 1603                         | Hemmessen                                                               | Anhaltende Überschwemmungen der Ahr führen zur Verwüstung der Mühlenklausen und -teiche. |
| 5. Mai 1606                  | Hemmessen                                                               | Durch Überschwemmungen der Ahr wurde das freiadelige Haus und Hof völlig zerstört und weggeschwemmt. |
| 1618                         | Wadenheim                                                               | Verschiedene Wiesen durch Hochwasser verwüstet. |
| 1659                         | Hemmessen                                                               | Die Hemmesser Mühle wurde durch Hochwasser zerstört, sie wurde weiter oberhalb wieder aufgebaut. |
| 1663–1671                    | Ahrweiler                                                               | Bewirtschaftetes Land immer wieder durch Hochwasser zerstört. |
| 2. Feb. 1677                 | Hemmessen                                                               | Die Hemmesser Landmühle wurde durch Hochwasser weggerissen. |
| 1680                         | Hemmessen                                                               | Das Dorf und die kurfürstliche Landmühle wurden durch Hochwasser bedroht. |
| 1686                         | Hemmessen                                                               | Die Landmühle wird durch Hochwasser erheblich beschädigt. |
| Feb. 1687                    | Ahrweiler                                                               | Durch Schneeschmelze ausgelöste große Überschwemmung riss mehrere Brücken, davon zwei in Ahrweiler, hinweg. |
| April 1687                   | Wadenheim, Hemmessen                                                    | Landmühle zu Hemmessen und einige Häuser wurden vom Hochwasser bedroht. |
| 1. Aug. 1719                 | Heppingen                                                               | Schäden durch Überschwemmungen. Menschen flüchten sich auf Bäume. |
| 18. Mai 1721                 | Beul, Wadenheim                                                         | Überschwemmung. |
| 16. Jan. 1739                | Ahrweiler                                                               | Eisstau verursachte eine große Überschwemmung, welche die steinerne Brücke in der Nähe des Ahrtors zerstörte. |
| 2.–6. Jan. 1760              | Beul, Wadenheim                                                         | hochgehende Ahr. |
| 1761                         | Green                                                                   | Das Dorf wurde durch Hochwasser teilweise zerstört. |
| 1763                         | Mayschoß                                                                | Vom Hochwasser wurden Straßen überflutet. |
| 14. Okt. 1764                | Mayschoß                                                                | Noch größeres Hochwasser. |
| 1764                         | Mayschoß                                                                | Großes Hochwasser. |
| 9. Dez. 1784                 | Wadenheim                                                               | Ahrhochwasser. |
| 24. Juni 1788                | Mayschoß                                                                | Ahrhochwasser. |
| 23. Juli 1788                | Müsch, Dernau                                                           | Ahrhochwasser. |
| 20.–26. Jan. 1789            | Hemmessen                                                               | Ahrhochwasser. |
| 1790                         | Wadenheim                                                               | 30 Häuser mit Scheunen und Ställen wurden durch das Hochwasser weggespült und zum »Steinhaufen« gemacht. |
| 3. Feb. 1795                 | Beul                                                                    | Durch Hochwasser mit Eisgang wurden alle Brücken an der Ahr fortgerissen. |
| 21. Juli 1804                | Ahrtal                                                                  | Größtes und folgenschwerstes Hochwasser. Durch Gewitterregen führte die Ahr bereits seit Tagen Hochwasser, als am 21. Juli 1804 ein erneutes Unwetter in der Hoch- und Ahreifel sich mit riesigen Niederschlägen entlud. Alle zur Ahr führenden Nebenflüsse, vor allem der Trierbach, Adenauer Bach und Kesselinger Bach, schwollen innerhalb kürzester Zeit stark an. Der Höchststand des Hochwassers war in Antweiler 2,50 m und in Dernau 1,85 m höher als das Hochwasser von 1910. Der für das 1804-Hochwasser rekonstruierte Spitzenabfluss von 1100 m³/s ist der bis heute größte an der Ahr aufgetretene Hochwasserabfluss. Das Hochwasser forderte 63 Menschenleben; 129 Wohnhäuser, 162 Scheunen und Stallungen, 18 Mühlen, 8 Schmieden und nahezu alle Brücken, insgesamt 30, wurden von den Wassermassen weggerissen. Weitere 469 Wohnhäuser, 234 Scheunen und Ställe, 2 Mühlen und 1 Schmiede wurden beschädigt, 78 Pferde und Zugrinder kamen in den Fluten um, die gesamte Ernte wurde vernichtet. Hauptartikel: Hochwasser der Ahr am 21. Juli 1804 |
| 1810                         | Ahrtal                                                                  | Ahrhochwasser. |
| 17. Mai 1818                 | Mayschoß                                                                | Durch Starkregen wurden an der Oberahr alle Brücken weggerissen. |
| 25. Juni 1838                | Bengen                                                                  | Das Dorf wurde durch das Hochwasser des Bengener Bachs überschwemmt. |
| 13. Juli 1839                | Bengen                                                                  | Erneute Überschwemmung. |
| 23. Juni 1844                | Ahrweiler, Bengen                                                       | Bei Ahrweiler wurden zahlreiche Weinberge in die Tiefe gerissen und große Erd- und Schuttmassen verfrachtet. In Bengen wurde ein Haus zerstört. |
| Juli 1848                    | Grommes                                                                 | Im Trierbachtal verursachte das Hochwasser große Schäden, u. a. stürzten einige Fachwerkwände von Häusern an der Hauptstraße ein. |
| 11. Juni 1859                | Kreis Ahrweiler, Brohltal, Vinxtbachtal und Westum                      | Das Unwetter hatte im gesamten Kreis schwere Schäden von mehr als einer halben Million Thaler verursacht und 40 Menschenleben gefordert. Der Regen war so stark, dass die Bäche in den Tälern innerhalb weniger Minuten zu reißenden Flüssen wurden. Insbesondere waren das Brohltal, Vinxtbachtal und der Hellbach, der bei Sinzig in die Ahr mündet, betroffen. In Niederzissen kamen 19 Menschen ums Leben. Von den am Brohlbach stehenden Häusern blieben oft nur noch Ruinen stehen. In Westum, ein Ortsbezirk von Sinzig, ertranken sechs Menschen im Hellbach. |
| 22. Juli 1870                | Dernau                                                                  | Das Hochwasser reichte bis zur Hauptstraße. |
| Jan. 1880                    | Bodendorf                                                               | Als das Eis des zugefrorenem Ahrflusses losbrach, wurden durch das Treibgut von Blankenheim bis nach Bad Neuenahr alle Brücken fortgeschwemmt sowie auf der Strecke mehrere Gebäude schwer beschädigt. |
| März 1880                    | Ahrtal                                                                  | In Folge des starken Frostes und des schnell eintretenden Tauwetters stieg die Ahr so hoch an, dass sie den Höhenstand des Jahrhunderts zweimal erreicht hatte und wieder viele Schäden verursachte. |
| 10.–27. Nov. / Dez. 1882     | Bodendorf                                                               | Hochwasser durch langanhaltenden Regen nach vorangegangenem kalten, trockenen Wetter. |
| 1885                         | Sinzig                                                                  | Unwetter mit Überschwemmung. |
| 23.–24. Juni 1888            | Kreis Ahrweiler                                                         | Durch Gewitterregen in der Eifel traten die Ahr und der Brohlbach über die Ufer und richten große Schäden an. Im Bereich von Ahrweiler werden 3 Brücken beschädigt oder zerstört. In Dernau wurde der ganze Ort unter Wasser gesetzt. Weinbergmauern stürzten ein, Terrassen und Muttererde wurden abgeschwemmt, alle Keller geflutet, die Vorräte verdarben. Der am Standort Altenahr rekonstruierte Pegelstand betrug 162,64 m (über NN) und der Spitzenabfluss 280 m³/s. |
| 23. Jan. 1890                | Ahrtal                                                                  | Ahrhochwasser durch Schneeschmelze. |
| 30. Juni 1891                | Ahrtal                                                                  | Ahrhochwasser. |
| 2. Feb. 1893                 | Ahrtal                                                                  | Ahrhochwasser durch Schneeschmelze. |
| Feb. 1901                    | Bodendorf                                                               | Ahrhochwasser. |
| Dez. 1901                    | Ahrtal                                                                  | Ahrhochwasser durch Schneeschmelze. |
| März 1906                    | Bodendorf                                                               | Das Hochwasser ging überall zurück. |
| 12.–13. Juni 1910            | Ahrtal und Nebentäler                                                   | Nach vorangegangenen, anhaltenden Regenfällen zwischen Hohe Acht und Hochkelberg schwollen die zur Ahr entwässernden Bäche stark an und führten in der Ahr zu einem Pegelstand von 5,0 m. Der für Altenahr ermittelte Spitzenabfluss des Hochwassers betrug ca. 500 m³/s. Durch mitgeschwemmte Hölzer, Baugerät und anderes Material der gerade im Bau befindlichen Bahnstrecke Dümpelfeld–Lissendorf wurde die Wirkung des Hochwassers vor allem im oberen und mittleren Ahrtal noch verstärkt. Insgesamt kamen 52 Menschen (eine andere Quelle nennt 70 Menschen), zumeist Bahnarbeiter um, die sich teilweise in ihren Baracken befanden. Alle Ortschaften im Tal des Trierbachs, Adenauerbachs und der oberen und mittleren Ahr erlitten erhebliche Schäden, nahezu alle Brücken wurden zerstört. Hauptartikel: Hochwasser der Ahr am 13. Juni 1910 |
| 15.–27. Jan. 1918            | Ahrtal                                                                  | Hochwasser durch Schneeschmelze, am 16. Januar 1918 betrugen der am Standort Altenahr rekonstruierte Pegelstand 162,41 m (über NN) und der Spitzenabfluss 284 m³/s. |
| 11.–19. Jan. 1920            | Antweiler                                                               | Am 11. Januar um 6:10 Uhr Wasserstand Pegel Müsch 2,30 m, das Hochwasser hielt etwa 8 Tage an, Höchststand am Pegel Müsch 2,90 m. Am Standort Altenahr betrugen der rekonstruierte Pegelstand 162 m (über NN) und der Spitzenabfluss 170 m³/s. |
| Jan. 1922                    | Bodendorf                                                               | Hochwasser nach Regenwetter. |
| Mai 1922                     | Bodendorf                                                               | Durch Hochwasser wurde die neue eiserne Brücke und das Mühlenwehr stark beschädigt. |
| Nov. 1924                    | Bodendorf                                                               | Durch Hochwasser Flutung der Weinkeller, dabei wurde viel Most, der noch in Gärung war, geschädigt. |
| 31. Dez. 1925 – 1. Jan. 1926 | Bodendorf, Reimerzhoven                                                 | Durch Schneeschmelze und Regen starkes Hochwasser, das starke Schäden anrichtete, Höchststand am Pegel Reimerzhoven. |
| Mai 1936                     | Bodendorf                                                               | Durch Starkregen Hochwasserschäden an mehreren Gebäuden. |
| Aug. 1936                    | Bodendorf                                                               | Zwei weitere Hochwässer nach Unwettern. |
| 14. Jan. 1938                | Bodendorf                                                               | Ahr-Hochwasser infolge rascher Schneeschmelze. |
| 23. Dez. 1952                | Bodendorf                                                               | Die starken Regenfälle der letzten Tage führten an Rhein und seinen Nebenflüssen zu Hochwasser. |
| 22. Feb. 1953                | Ahrtal                                                                  | Frühlingswetter mit 15 °C führte zur Schneeschmelze in der Eifel und Hochwasser der Ahr. |
| 24. März 1955                | Ahrtal                                                                  | Durch anhaltenden Schneefall und folgende Schneeschmelze führt die Ahr Hochwasser, neuer Sportplatz und Straße bis Haus Lenz überschwemmt. |
| 1. Feb. 1961                 | Ahrtal                                                                  | Enormes Hochwasser durch Schneeschmelze ließ die Keller am Ahrweg aus dem angeschwollenen Mühlenteich sowie den Sportplatz und die Straße bis zum Cafe Lenz für zwei Tage überfluten. |
| 3. Juni 1961                 | Ahrtal                                                                  | Hochwasser nach tagelangem Regen ließ den Sportplatz, die Bäderstraße bis zum Haus Wirte-Koch, die Keller der Häuser am Goldguldenweg und einen Teil der Bäderstraße überfluten. |
| 1. April 1962                | Ahrtal                                                                  | Tagelanger Regen und Schneeschmelze führte zum Hochwasser. |
| 6. Dez. 1965                 | Mündungsgebiet der Ahr                                                  | Hochwasser durch Tauwetter und Rückstau des hochgehenden Rheins. |
| 23./24. Feb. 1970            | Ahrtal                                                                  | Hochwasser im gesamten Ahrgebiet durch Schneeschmelze und anhaltende Niederschläge. |
| 16. Aug. 1972                | Ahrtal                                                                  | Hochwasser durch starke Sommergewitter in Rhein- und Ahreifel, besonders betroffen war die Untere Ahr. |
| 7.–9. Juli 1975              | Adenau                                                                  | Hochwasser der Ahr durch starke Regenfälle. |
| 12.–15. Juli 1980            | Ahrtal                                                                  | Hochwasser durch anhaltende Niederschläge in der Hocheifel. |
| 7. Feb. 1984                 | Ahrkreis                                                                | Wolken-bruchartige Regenfälle und Gewitter führten zu zahlreichen Überschwemmungen im gesamten Ahrkreis. Die Ahr war über Nacht zu einem reißenden Fluss geworden. In Müsch stand der Pegel auf 2,64 m. |
| 29./30. Mai 1984             | Ahrkreis                                                                | Am Nachmittag des 30. Mai 1984 waren mehr als 60 l Regen gefallen und führte zu Hochwasser vor allem in Orten der Gemeinde Grafschaft Gelsdorf, Eckendorf, Holzweiler und Esch. Es war der höchste Niederschlag seit Mai 1949 mit 45,6 l pro m² binnen 24 Stunden. |
| Nov. 1984 und Anfang 1985    | Sinzig und Mündungsgebiet der Ahr                                       | Die aus der Ahr in den Rhein abfließenden Wassermassen hatten mit unbändiger Gewalt den vor etwa 100 Jahren aufgeschütteten Damm (zum Schutz der Schifffahrt auf dem Rhein) abgetragen. Treibgut und entwurzelte Bäume hatten die 80 Jahre alte Leinpfadbrücke erheblich beschädigt. |
| Mitte März 1988              | Ahr                                                                     | Die Ahr trat über die Ufer, Keller und tiefergelegene Wohnräume überfluteten. Der Hochwasserstand näherte sich den Markierungen vergangener Jahrhunderthochwasser. |
| 12. Jan. 1993                | Altenahr                                                                | Pegel Altenahr / Hochwasserstand: 293 cm |
| Jahreswende 1993/1994        | Kreis Ahrweiler                                                         | Schwere, langanhaltende Regenfälle ließen die Flüsse über die Ufer treten. Das höchste Hochwasser war am 23. Dezember 1993 beim Pegel Andernach mit 10,51 m. Die Bundesstraße B9 war etwa 80 cm überflutet. Pegel-Stand Altenahr am 21. Dez. 1993: 349 cm, am 31. Dez.: 233 cm 5.000 Einwohner im Kreis Ahrweiler waren betroffen, Menschen wurden evakuiert. Kripp an der Ahrmündung war mit am schlimmsten betroffen. Als wesentliche Gründe für das Ausmaß der Katastrophe wurden genannt: Die Schnelligkeit des anströmenden Wassers, was wenig Zeit für Vorsorgemaßnahmen ließ, und die Ungläubigkeit vieler Anwohner, was eine unzureichende Hochwasservorsorge zur Folge hatte. Die Schadens-Bilanz zum Hochwasser 1993/94 belief sich auf 3.825 Kubikmeter Sperrmüll, der bis zum 12. Januar auf die Deponien des Kreises Ahrweiler angeliefert wurde. |
| Anfang 1995                  | Kreis Ahrweiler                                                         | Pegel-Stand Altenahr am 23. Jan. 1995: 311 cm Das Hochwasserereignis im Kreis Ahrweiler war weniger dramatisch als vor zwölf Monaten. Die Wassermassen stiegen weniger schnell an als im Vorjahr und die Menschen waren – als Lehre aus dem Vorjahres-Hochwasser – gewarnt. Die Schadens-Bilanz zum Hochwasser belief sich auf 1.500 Kubikmeter Sperrmüll. |
| 3. Jan. 2003                 | Altenahr                                                                | Pegel Altenahr / Hochwasserstand: 288 cm |
| 28. Sept. 2007               | Altenahr                                                                | Pegel Altenahr / Hochwasserstand: 254 cm |
| 2. Januarhälfte 2011         | Ahr, Sinzig und Kripp                                                   | Hochwasser an der Ahr und am Rhein, die Schneeschmelze ließ Bäche und Flüsse anschwellen und über die Ufer treten. Das Mündungsgebiet der Ahr zwischen Sinzig und Kripp glich einer Seenplatte. |
| 1.–4. Juni 2016              | Adenau, Altenahr, Grafschaft, Müsch, Bad Neuenahr-Ahrweiler und Remagen | In Altenahr standen nach den starken Regenfällen zahlreiche Straßen unter Wasser, auch Bundes- und Landesstraßen mussten für den Verkehr gesperrt werden. Insgesamt 25 Menschen wurden mit Booten und einem Hubschrauber vom Campingplatz bei Altenahr gerettet. Die Brücke über den Leimersdorfer Bach war am 4. Juni 2016 von den Fluten des ansonsten beschaulichen Bachs weggerissen worden. Im Raum Grafschaft fiel am 4. Juni zwischen 14 und 16 Uhr bis zu 115 mm/m² Niederschlag. Die Regenrückhaltebecken in Nierendorf (88.000 m³) und Gimmigen liefen über. Im Kreis Ahrweiler wurden insgesamt 800 beschädigte Gebäude gemeldet. Pegel Altenahr / Hochwasserstand: 371 cm. Zum Hochwasserschutz soll zukünftig der Wasserrückhalt in der Fläche verbessert werden. In Aubereichen am Flussufer sollen wieder Retentionsflächen entstehen, in denen sich die Ahr schadlos ausbreiten kann. Vorgesehen sind Flächen von insgesamt 32.000 m². |
| 14.–17. Juli 2021            | Landkreis Ahrweiler                                                     | Im Landkreis Ahrweiler hinterließ das Hochwasser eine Spur der Verwüstung. Kreisweit wurden 62 Brücken zerstört und weitere 13 schwer beschädigt. Auf der Ahrtalbahn wurden mindestens sieben Brücken und rund 20 Kilometer Gleis durch Über- und Unterspülungen unbefahrbar. Zudem erlitten 19 Kindertagesstätten und 14 Schulen Beschädigungen. In der Gemeinde Schuld stürzten sechs Häuser ein, zahlreiche weitere wurden schwer beschädigt. In der Stadt Sinzig starben zwölf Bewohner der Behinderteneinrichtung „Lebenshilfe-Haus“, somit starben insgesamt 135 Menschen bei diesem Jahrhundert-Hochwasser im Ahrtal. Mehr als 330 Menschen wurden mit Hubschraubern von Dächern und Bäumen gerettet. Die Staatsanwaltschaft Koblenz begann am 6. August 2021 ein Ermittlungsverfahren gegen den damaligen Landrat Jürgen Pföhler und ein Mitglied des Krisenstabes; es bestehe ein Anfangsverdacht auf fahrlässige Tötung und fahrlässige Körperverletzung durch Unterlassen. Pföhler wurde zum 31. Oktober 2021 in den Ruhestand versetzt (Näheres hier). Pegel Altenahr / Hochwasserstand: ca. 1000 cm. Der für das Hochwasser ermittelte maximale Abfluss wurde mangels vorliegender Messdaten mittels des Pegels Reimerzhoven auf 750–1000 m³/s geschätzt. Damit war das Hochwasser 2021 neben den Hochwassern von 1804 und 1910 eines der stärksten bekannten Hochwasserereignisse an der Ahr. Weitere Informationen: Hochwasser Landkreis Ahrweiler |

Bei einer Befragung von Bewohnern des Ahrtals nach der Flutkatastrophe 2021 gaben 80 % der Befragten an, nicht gewusst zu haben, dass sie in einem hochwassergefährdeten Gebiet wohnen.